# Crisalidi (singolo)
Crisalidi è un singolo del cantautore italiano Mr. Rain, pubblicato il 1º marzo 2022 come primo estratto dal quarto album in studio Fragile.

## Descrizione
Il brano è scritto e prodotto dallo stesso cantautore, che ha scritto i testi con Lorenzo Vizzini e Mario Apuzzo.

## Video musicale
Il video musicale, diretto da Enea Colombi, è stato pubblicato il 4 marzo 2022 attraverso il canale YouTube del cantautore.

## Tracce
Testi di Mattia Balardi, Lorenzo Vizzini, Mario Apuzzo, musiche di Mattia Balardi.
1. Crisalidi – 3:04

## Formazione
- Mr. Rain – voce, pianoforte
- Lorenzo Vizzini – pianoforte
- Jacopo Bersan – chitarra
- Simone Feliciano – chitarra